# Gradec (Chorwacja)
Gradec – wieś w Chorwacji, w żupanii zagrzebskiej, w gminie Gradec. W 2011 roku liczyła 461 mieszkańców.